# アセノヴグラト
アセノヴグラト（ブルガリア語:Асѐновград / Asenovgrad）は、ブルガリア中部の町、およびそれを中心とした基礎自治体であり、プロヴディフ州に属する。アセノヴグラード、アセノフグラードといった表記も見られる。
紀元前400年から紀元前300年ごろ、トラキア人によって築かれ、ステニマホス（Stenimahos）の名で呼ばれた。紀元前72年には、ローマ帝国による黒海への拡張の中でローマ軍に征服された。その後長い平穏な時を経て、251年にゴート族に破壊されたが、後に再建された。395年、ローマ帝国が東西に分割された際には東ローマ帝国の配下に置かれた。西暦700年ごろ、スラヴ人がこの地域に進入し、人口の大部分を占めるようになった。それまでの間、町はギリシャ語でステニマホス（Στενήμαχος / Stenímachos）と呼ばれた。
ブルガリア帝国とビザンティン帝国（東ローマ帝国）との戦争の時代、町はブルガリアの軍事要塞として活用された。ブルガリアとラテン帝国との関係悪化に伴い、1230年にブルガリア皇帝イヴァン・アセン2世は町の要塞を強化した。「アセノヴグラト」の呼称はこれにちなんで、皇帝の名をとって1934年に命名されたものである。
ブルガリアがオスマン帝国に征服されると、ステニマホスにはムスリムの住民が住み始めた。こんにちではアセノヴグラト自治体の人口の2割ほどがムスリムである。その他の住民のほとんどはキリスト教の正教徒である。
内部マケドニア革命組織の革命家としてよく知られるタネ・ニコロフは、晩年をこの地で過ごし、1947年に死去した。
アセノヴァ要塞（アセン要塞、Asenova krepost）は、イヴァン・アセンの時代の要塞跡であり、アセノヴグラトの町の中心から2キロメートルのところにある。同地には、トラキア人の時代の生活の痕跡も残されている。
アセノヴグラトはワインの生産地としても知られており、ここで造られたワインはブルガリアじゅうに流通している。また、ウェディングドレスの生産でよく知られ、ブルガリア各地から結婚式を控えた人々がこの町を訪れる。
町には、ヴェチェルニク（вечерник / vechernik、「夜の風」）と呼ばれる風が吹く。

## 町村
アセノヴグラト基礎自治体（Община Асеновград）にはその中心であるアセノヴグラトをはじめとする、以下の町村（集落）が存在している。
| - Асеновград - Бачково - Бор - Боянци - Врата - Горнослав - Добростан - Долнослав - Жълт камък - Златовръх - Избеглии - Изворово - Козаново - Конуш - Косово | - Леново - Лясково - Мостово - Мулдава - Нареченски бани - Новаково - Нови извор - Орешец - Патриарх Евтимово - Сини връх - Стоево - Тополово - Три могили - Узуново - Червен |

## 姉妹都市
- ペルガモン、トルコ.
- ナウサ（Naousa）、ギリシャ
- キルキス（Kilkis）、ギリシャ
- プリレプ、マケドニア共和国
- スタールイ・オスコル、ロシア

## ギャラリー

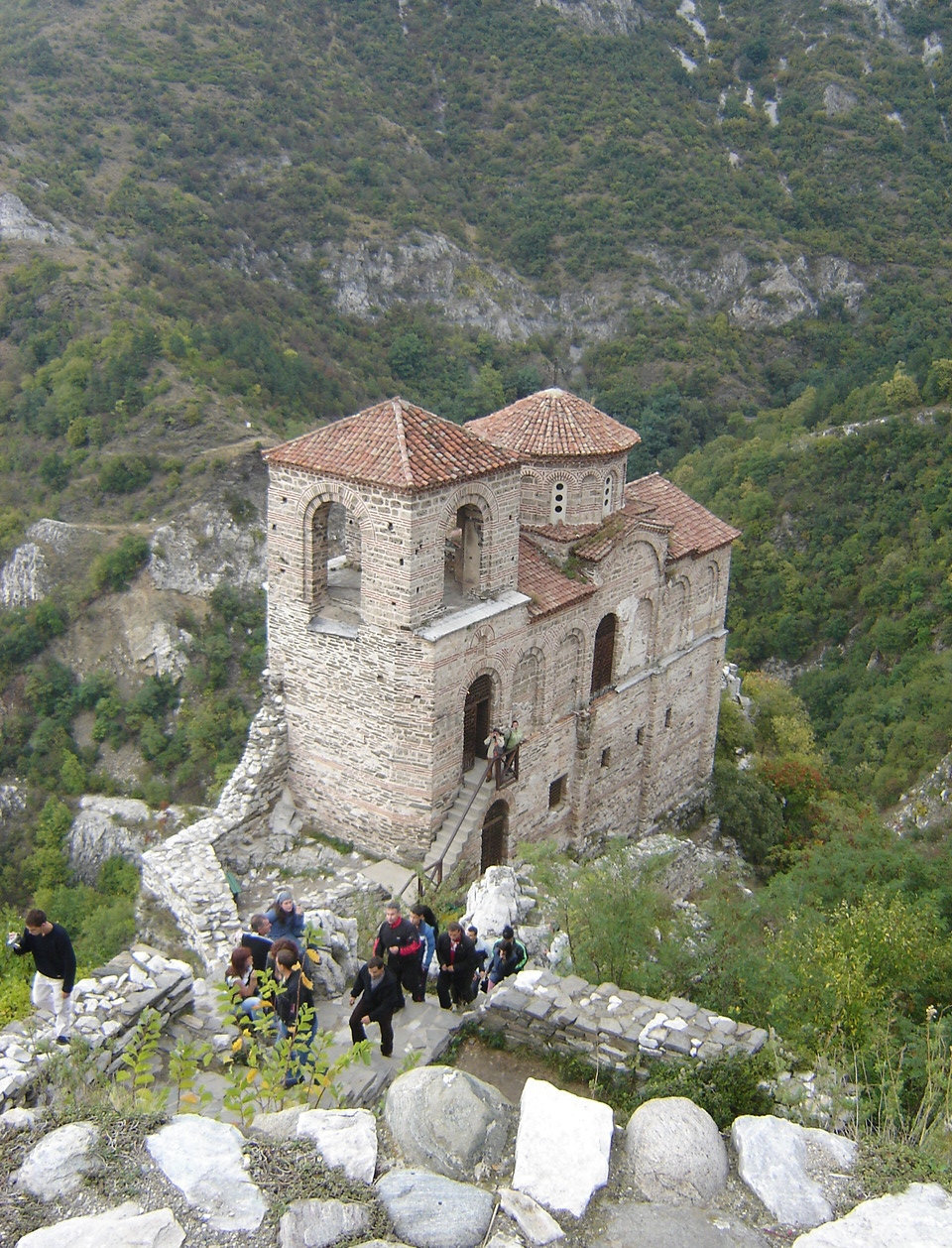
アセノヴァ要塞に建つ中世の聖堂
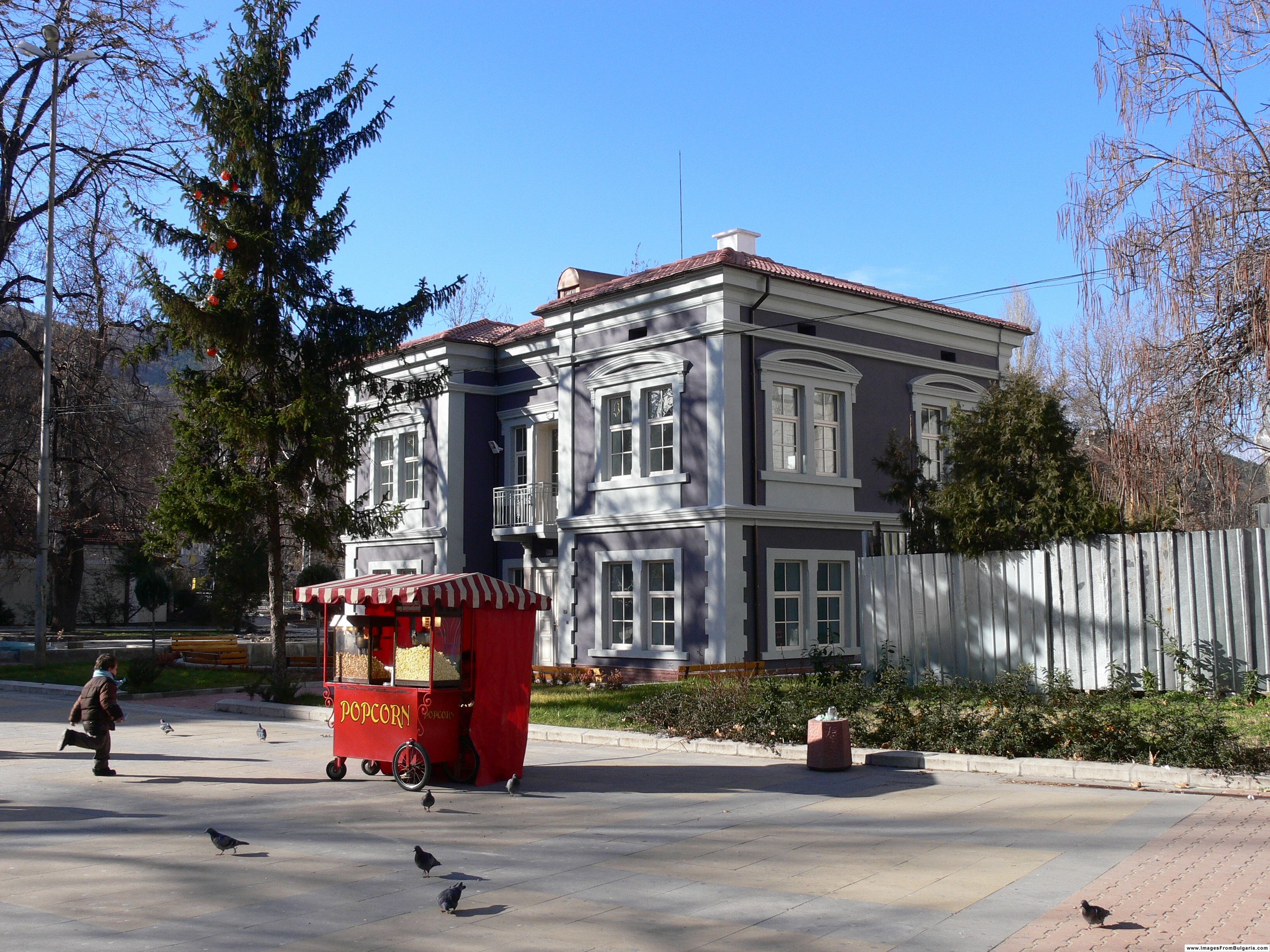
広場
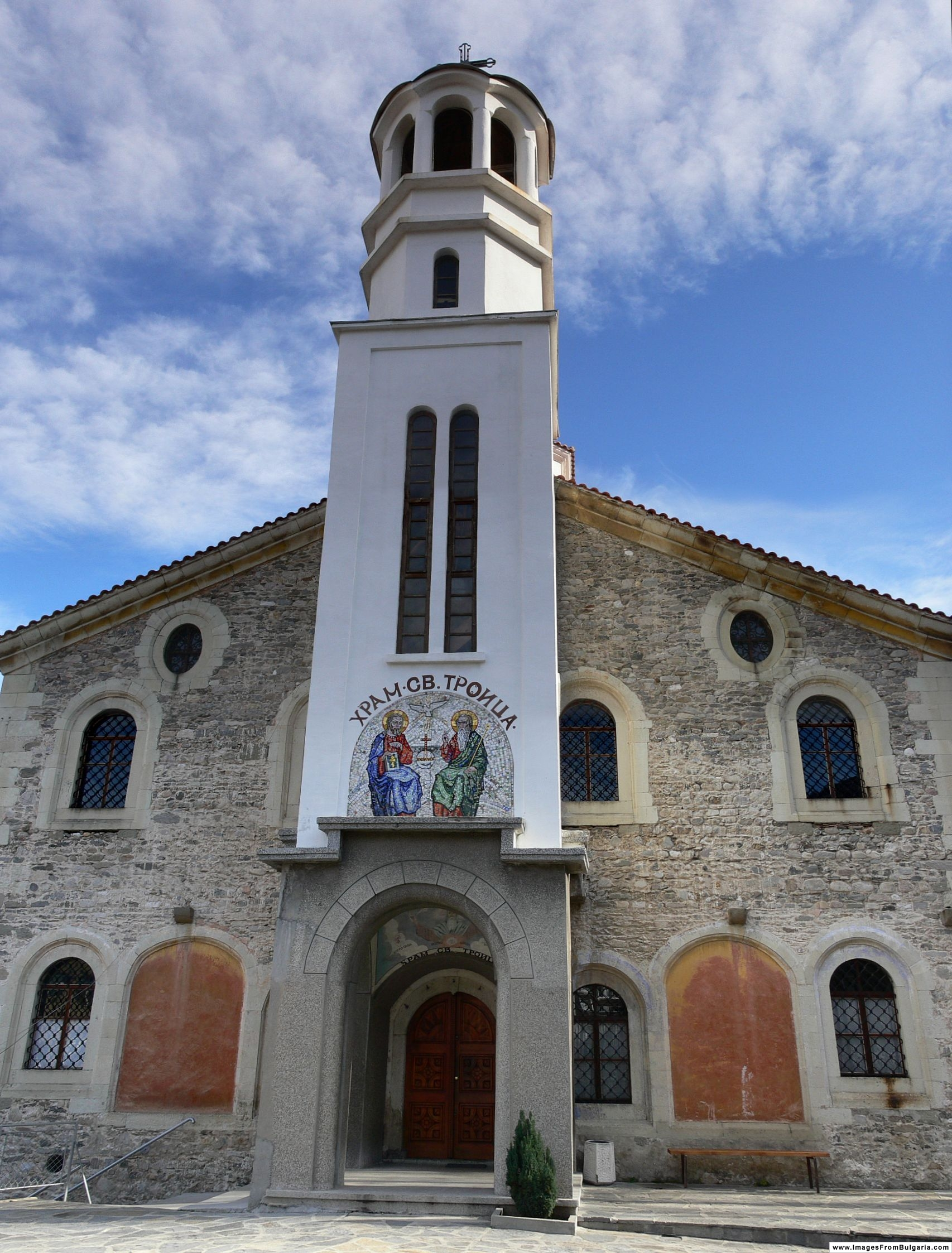
至聖三者聖堂（1857年-1862年建立）
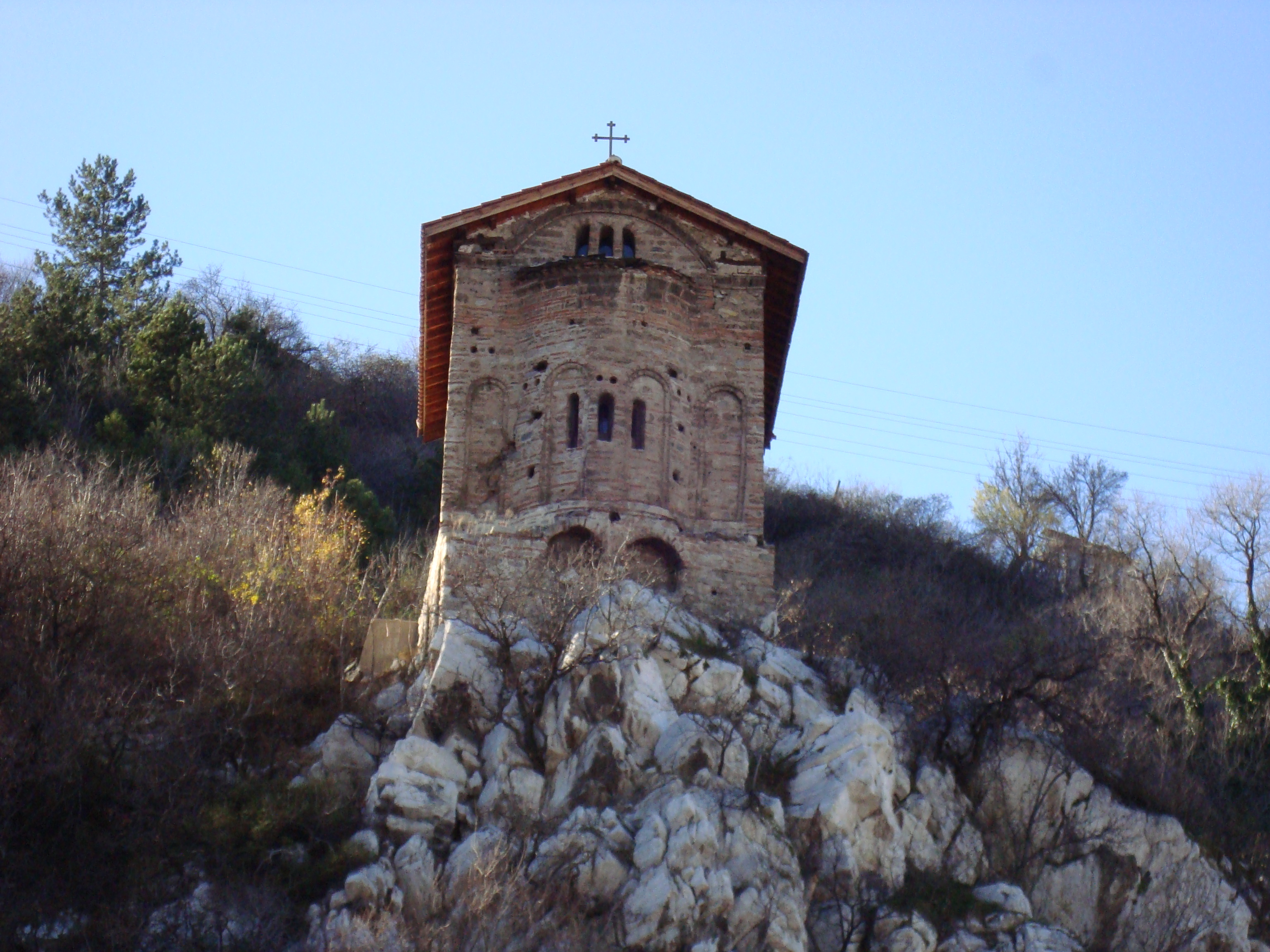
郊外に建つ正教会の礼拝堂
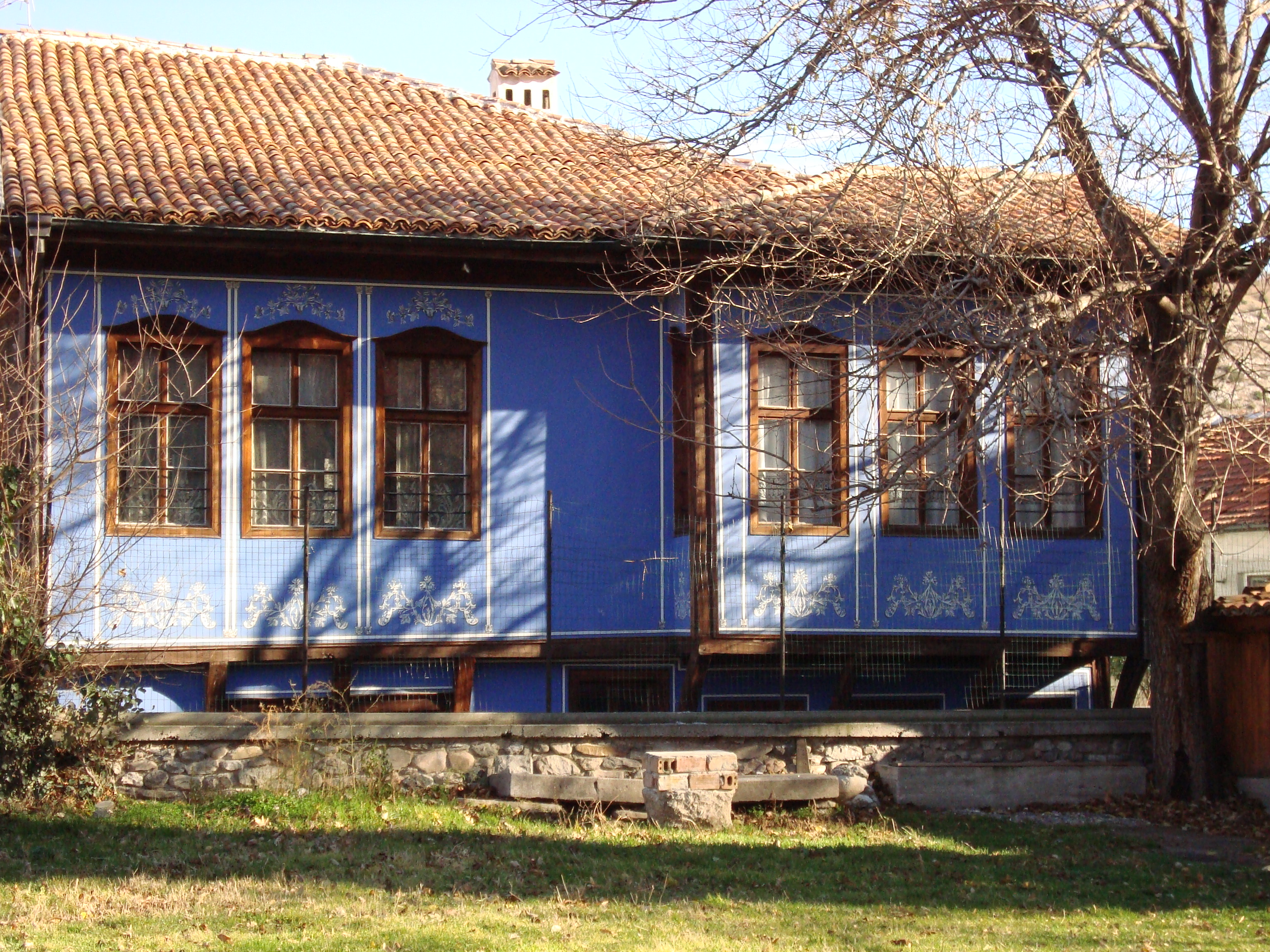
民族誌学博物館